# Bracon fumatus
Bracon fumatus är en stekelart som beskrevs av Szepligeti 1901. Bracon fumatus ingår i släktet Bracon och familjen bracksteklar. Inga underarter finns listade.